# 洣水镇
洣水镇，原为城关镇，是中华人民共和国湖南省衡陽市衡东县下辖的一个镇。2015年11月18日，踏庄乡、珍珠乡和城关镇成建制合并设立洣水镇。

## 行政区划
洣水镇下辖以下村级行政区划单位：
迎宾社区、滨江社区、杨山社区、枧头社区、兴东社区、岳霄村、渡头村、金堰村、金花村、金峨村、月塘村、大甸村、鹤桥村、新鹤村和堰湾村。